# Villa Braus

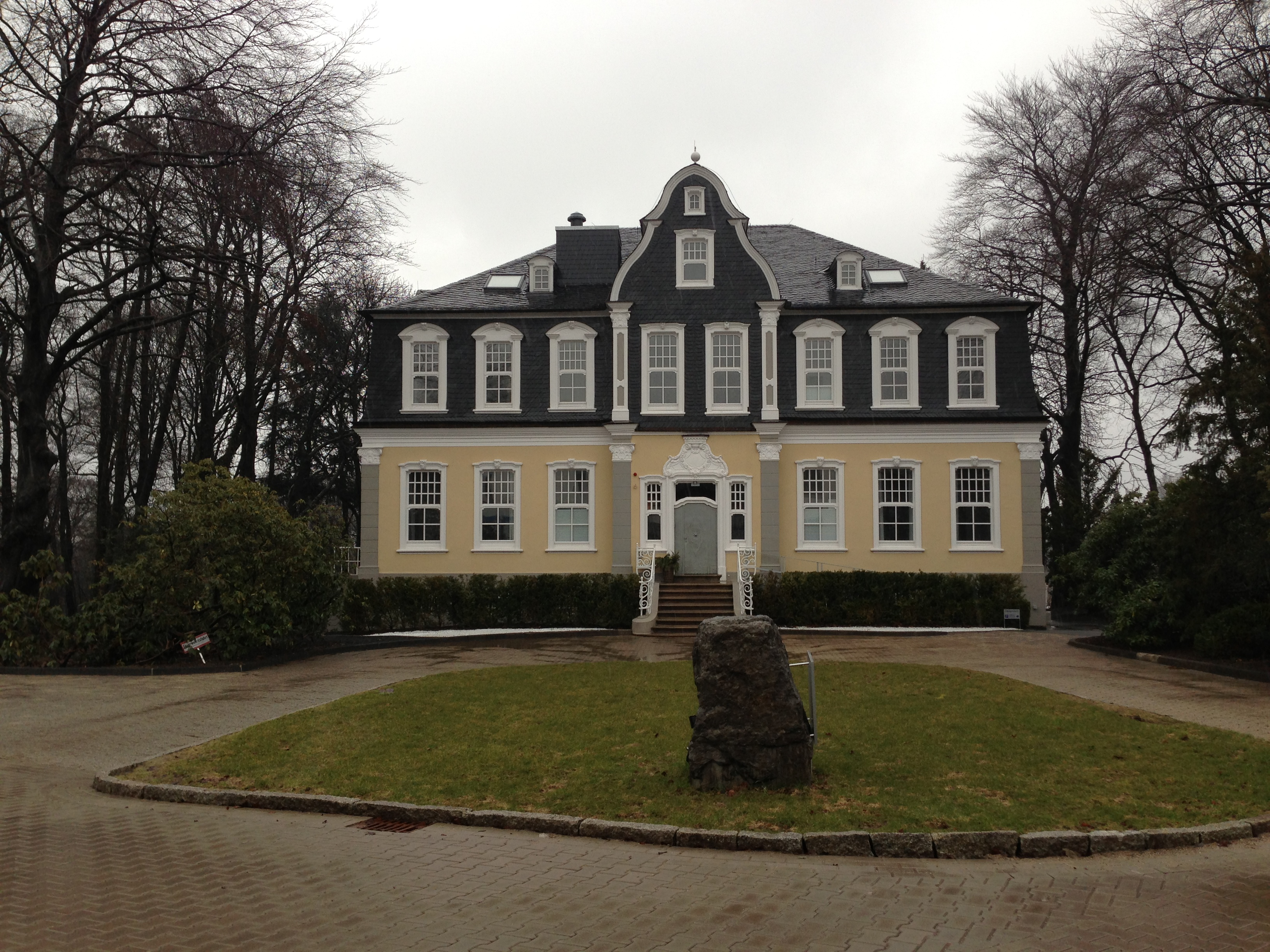
Die restaurierte Front der Villa

Die Villa Braus (auch Haus Braus) ist eine unter Denkmalschutz stehende Villa im Wuppertaler Stadtteil Ronsdorf an der Parkstraße, die seit 2012 als Vier-Sterne-Hotel genutzt wird.

## Beschreibung
Die im bergischen Barockstil gebaute Villa ist damals auf freiem Gelände entstanden, das zu den Ronsdorfer Anlagen gehörte. Das Erdgeschoss ist in Gelb gehalten, die Fassade der ersten Etage ist wie das Dach verschiefert.
Auf der rückwärtigen Seite der Villa befand sich eine Terrasse mit einem Rosengarten, auch ein Wintergarten war am Haus angebaut. Auf der Vorderseite befindet sich eine Wagenauffahrt, ein Springbrunnen in der Mitte der Rasenfläche davor ist verloren gegangen.
Das Gebäude ist zweigeschossig und achtachsig ausgeführt. Der mittelständige Risalit mit dem Eingangsportal ist dabei auf der ersten Etage zweiachsig. Darüber liegt ein Zwerchhaus mit einem Fenster. Das Eingangsportal ist reichlich im bergischen Barockstil verziert und mit geschnitzten Säulen an den Ecken versehen. Im Innern des Gebäudes befindet sich ein repräsentatives Treppenhaus.

## Geschichte
Als der Bandwirker-Fabrikant Carl Braus aus Ronsdorf Emmy Bredt heiratete, bekam er von seinem Schwiegervater, einem Immobilienhändler aus Datteln, diese Villa geschenkt. Zu der 1907 erbauten Villa gehörte ein Grundstück, das rund 30 Morgen (rund 6,4 Hektar) groß war.
Die Familie Braus wurde 1936 enteignet und entschädigt, auf dem Gelände um die Villa entstand dann von 1936 bis 1938 die Diedenhofen-Kaserne (später Generaloberst-Hoepner-Kaserne). Zuvor hatte die Stadt am 17. Oktober 1936 einen Garnisonsvertrag mit dem Fiskus der Reichsregierung geschlossen, in dem sie sich unter anderem verpflichtete, die benötigten Grundstücke für das Reich zu erwerben.
Die Villa wurde in das Gelände der Kaserne integriert und als Offizierkasino genutzt. Nach dem Zweiten Weltkrieg wurde das Gelände hauptsächlich von den Briten genutzt, bis 1968 die Bundeswehr das Gelände übernahm. 1994 wurde die Diedenhofen-Kaserne in die Generaloberst-Hoepner-Kaserne umbenannt und wurde bis 2003 von der Bundeswehr benutzt.

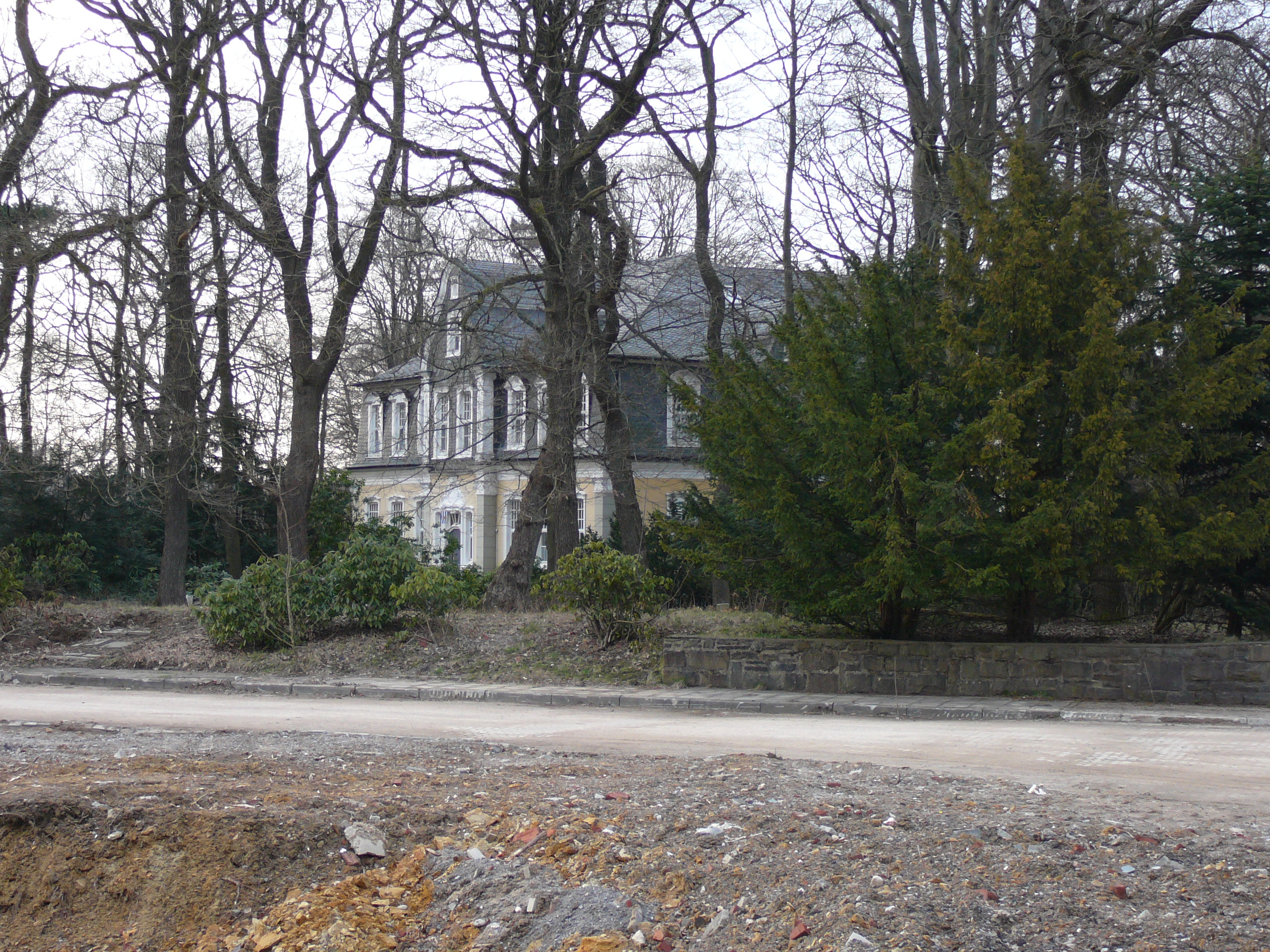
Villa Braus

Am 16. Oktober 2002 wurde die Villa, noch als Teil der militärisch genutzten Kaserne als Baudenkmal anerkannt und in die Denkmalliste der Stadt Wuppertal eingetragen. Geschützt sind das gesamte Gebäude zusammen mit der parkähnlichen Freifläche und Wagenauffahrt. Nach der endgültigen Aufgabe des Standorts Wuppertal 2004 wurde das Gelände der Kaserne von einer niederländischen Projektentwicklungsfirma gekauft, die dort neben Wohnbebauung einen sogenannten Engineering Park Wuppertal errichten will.
Die Villa selbst, mit einer Gesamtfläche von 1200 m², wurde bis Mai 2012 zu einem Hotel der Vier-Sterne-Kategorie umgebaut und bietet seither unter dem Namen Hotel Park Villa 13 Zimmer und Suiten an. Auf dem rund 5000 m² großen Gelände wurde außerdem ein weiterer Anbau mit 30 Zimmern umgesetzt. Dieser moderne Neubau wurde farblich an die Villa angelehnt und ist ebenfalls in weiß, gelb und hellem grau gehalten.